# Immunet
'Immunet' Protect Free ist ein kostenloses cloud-basiertes, gemeinschaftlich gesteuertes Antivirenprogramm (genutzt wird ClamAV und eine eigene Engine). Die Software funktioniert unabhängig von bereits bestehenden Antivirenprogrammen. Am 5. Januar 2011 wurde Immunet von Sourcefire erworben.

## Funktionalität
Das Programm benötigt lediglich 10 MB Speicherplatz, ist entgeltfrei, bezeichnet sich selbst als schnell und bietet einen "Up-to-date-Schutz" gegen Bedrohungen. Virendateisignaturen werden in der Cloud gespeichert und nicht auf individuellen Computern, damit ist das Herunterladen von Updates nicht mehr erforderlich. Sobald ein Virus erkannt und von einem Nutzer blockiert wird, erhalten alle Immunet-Nutzer fast zeitgleich denselben aktualisierten Schutz.

## Produkte
Immunet – wie es von Sourcefire angeboten wird – kommt in 2 Versionen:
- 1. "Immunet Free" (gratis für kommerziellen und persönlichen Gebrauch)[7][8]

- 2. "Immunet Plus" (kommerzielle Bezahlversion)

Ab Version 3.0 bietet "Immunet Free" Schutz basierend auf Virendefinitionen in der Cloud und eine Option, um ClamAV Offline-Virusdefinitionen (für den Gebrauch, wenn man nicht mit dem Internet verbunden ist) zu inkludieren. Immunet rät, die Gratis-Version neben einem anderen Antivirenprogramm zu nutzen und unterstützt etliche solcher Programme. Man kann diese nebeneinander ausführen, ohne dass es zu Beeinträchtigungen oder Ressourcenengpässen kommt.
"Immunet Plus" bietet zusätzliche Features wie z. B. verbesserter Offline-Schutz, verbesserte Erkennung und Beseitigung, verbesserten Dateimanagementschutz und E-Mail-Datenbank-Scans. "Immunet Plus" benötigt kein weiteres Produkt für einen Komplettschutz, da es die Bitdefender-Scan-Engine nutzt um ebenfalls konventionellen Schutz eines Antivirenprogramms anzubieten.
Seit 10. Juni 2014 ist "Immunet Plus" nicht mehr verfügbar. Möchte man auf "Immunet Plus" jedoch nicht verzichten, so soll "Immunet Free" genutzt werden, da es noch von Cisco für kommerzielle Nutzung unterstützt wird, rät die Webseite von Immunet.

## Bewertungen

### PC Magazin
Nach dem PC Mag verschiedene unabhängige Tests ausführte, bewerteten sie das Produkt (im Jahre 2010) als angemessen in seiner Wirksamkeit. Immunets Virendefinitionen werden auf Servern, die im Internet verfügbar sind, gespeichert und benötigt daher weniger Arbeitsspeicher und Systemressourcen als ein herkömmliches Antivirenprogramm das man auf einem Computer installieren muss. Cloud-Schutz ist bekannt für seinen besseren Schutz vor und schnellere Erkennung von Bedrohungen, allerdings immer von einer Internetverbindung abhängig. Daher empfiehlt PCMag ebenfalls, die gratis Version immer mit einem zusätzlichen Antivirenprogramm zu nutzen.

### Chip Online
Chip Online bewertet Version 5 von Immunet mit Gut. Die Nutzerbewertung beläuft sich auf 4.2 von möglichen 5 Sternen und die Software ist damit auf Rang 73 von 340 der Chipredaktion.

### Computer Bild
Die Nutzerbewertungen auf Computer Bild zeichnen ein ähnliches Bild. Dort bekommt die Software 4.3 von 5 Sternen und landet damit auf dem Beliebtheitsrang 25 von 63 Programmen.